# Long Beach Jam
Long Beach Jam was een Amerikaanse basketbalclub uit Long Beach die van 2003 tot 2005 uitkwam in de American Basketball Association.

## Geschiedenis
De Long Beach Jam werd in 2003 opgericht door Hiromu Ikeda, een Japanse investeerder die ook al eigenaar was van Niigata Albirex BB een Japanse basketbalploeg en Albirex Niigata een Japanse voetbalploeg. De club zou dienen om Japanse talenten de kans te geven om in de Verenigde Staten te spelen. De eerste hoofdcoach werd Paul Westhead met assistent Earl Cureton. Nadat Westhead na een speeldag de club alweer verliet nam Earl Cureton over als hoofdcoach. In hun eerste seizoen werd de Jam meteen ABA-kampioen met Dennis Rodman die vanaf eind december 2003 voor de ploeg speelde door de Kansas City Knights te verslaan in de finale.
Voor het seizoen 2004/05 werd Nate Archibald de hoofdcoach, hij verliet de ploeg in januari 2005 en werd vervangen door Corey Gaines. Ze versloegen in de eerste ronde de Las Vegas Rattlers om in de kwartfinale te verliezen van de Utah Snowbears. Aan het einde van het seizoen besliste de ploeg om niet deel te nemen in het seizoen 2005/06 en zich voor te bereiden om toe te treden tot de NBA Development League en te verhuizen naar Bakersfield. Ze werden hierna de Bakersfield Jam.

## Erelijst
- ABA-kampioen: 2004

## Resultaten
| Seizoen | Wins         | Verlies      | Play-offs    | Coach                       |
| ------- | ------------ | ------------ | ------------ | --------------------------- |
| 2003/04 | 24           | 7            | Kampioen     | Paul Westhead Earl Cureton  |
| 2004/05 | 18           | 10           | halve finale | Nate Archibald Corey Gaines |
| 2005/06 | Speelde niet | Speelde niet | Speelde niet | Speelde niet                |

## Bekende (oud-)spelers
| - Olden Polynice - Yuta Tabuse - Dennis Rodman |